# Caponia
Caponia és un gènere de la família dels capònids (Caponiidae). Són propis de la zona afrotròpica.
Una característica fisiològica destacada és que respiren a través de dos parells de tràquees en lloc de pulmons en llibre. Són caçadors àgils i nocturns; durant el dia s'amaguen en una varietat de nius de teranyina. Tenen vuit ulls, a diferència del gènere Diploglena, amb només dos ulls.

## Taxonomia
- Caponia abyssinica Strand, 1908 — Etiòpia
- Caponia braunsi Purcell, 1904 — Sud-àfrica
- Caponia capensis Purcell, 1904 — Sud-àfrica, Moçambic
- Caponia chelifera Lessert, 1936 — Moçambic
- Caponia forficifera Purcell, 1904 — Sud-àfrica
- Caponia hastifera Purcell, 1904 — Sud-àfrica, Moçambic
- Caponia karrooica Purcell, 1904 — Sud-àfrica
- Caponia natalensis (O. P.-Cambridge, 1874) — Tanzània, Sud-àfrica
- Caponia secunda Pocock, 1900 — Sud-àfrica
- Caponia simoni Purcell, 1904 — Sud-àfrica
- Caponia spiralifera Purcell, 1904 — Sud-àfrica